# Apogon mosavi
 Apogon mosavi és una espècie de peix de la família dels apogònids i de l'ordre dels perciformes.

## Hàbitat
És una espècie marina.

## Distribució geogràfica
Es troba des de les Bahames fins a Haití i Jamaica.